# Andrew Fabian

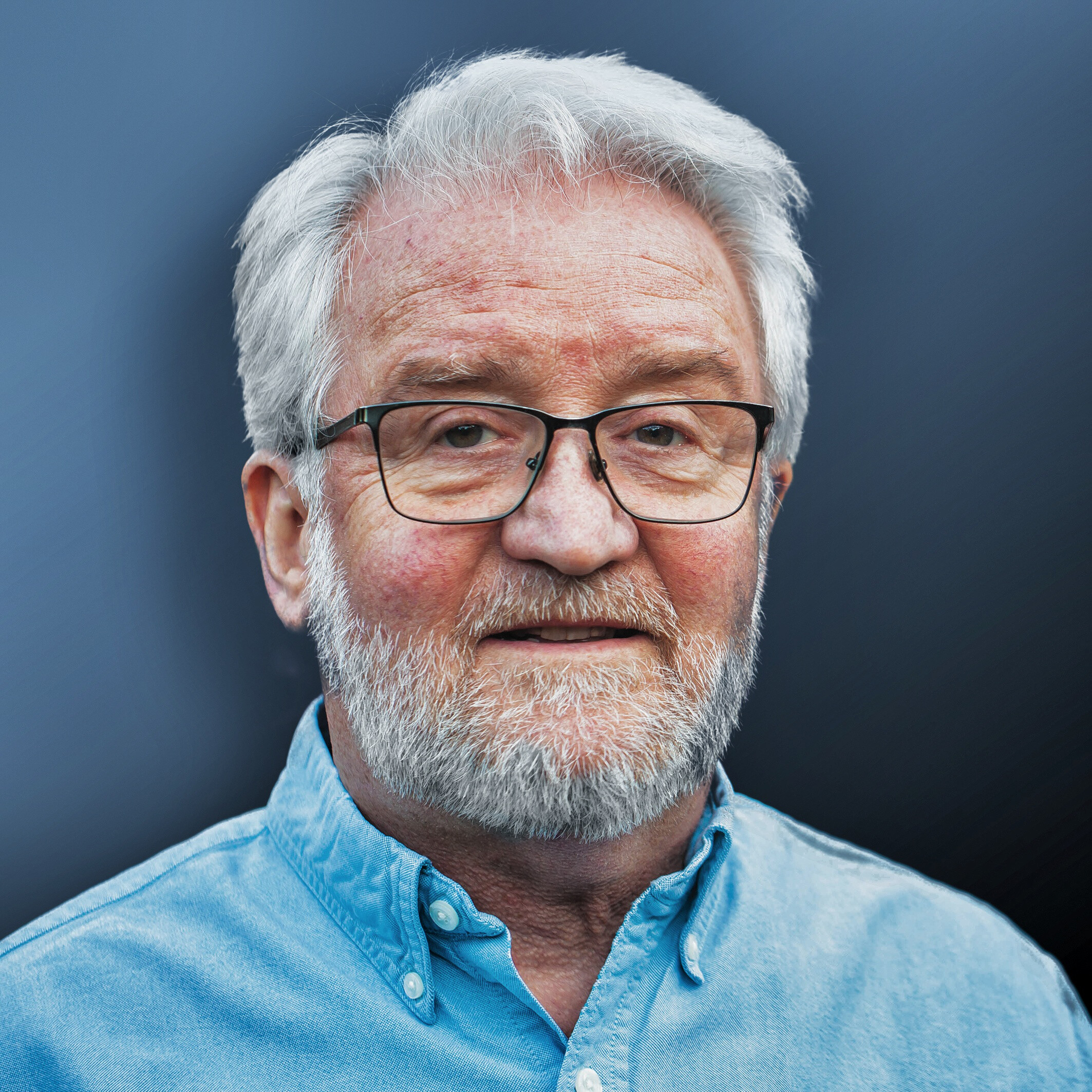
Andrew Fabian

Andrew Christopher Fabian (* 20. Februar 1948) ist ein britischer Astronom und Astrophysiker.
Fabian studierte Physik am King’s College London it dem Bachelor-Abschluss und wurde 1972 am  Mullard Space Science Laboratory des University College London bei Peter W. Sanford promoviert (Dissertation: The small scale isotropy of the cosmic X-ray background). Er war Gresham Professor für Astronomie am Gresham College der Universität London. 1982 bis 2013 war er Royal Society Research Professor am Institut für Astronomie der Universität Cambridge und 2013 bis 2018 dessen Direktor. Außerdem war er 1997 bis 2012 Vice-Master des Darwin College der Universität Cambridge.
Fabian leitet die Röntgenastronomie-Gruppe am Institut für Astronomie der Universität Cambridge. Seine derzeitige Forschung konzentriert sich  auf Galaxienhaufen, aktive Galaxienkerne und schwarze Löcher sowie den kosmischen Röntgenhintergrund. Zuvor hat sich Fabian auch mit Röntgendoppelsternen, Neutronensternen und Supernovaüberresten befasst.
Er ist einer der Entdecker stark verbreiterter Emissionslinien von Eisen aus der unmittelbaren Umgebung schwarzer Löcher in aktiven Galaxienkernen. Er gehört zu den wichtigsten Vertretern der Vorstellung, dass Teile des heißen Gases in Galaxienhaufen in Cooling Flows rasch abkühlen müssten, und untersucht die Rolle aktiver Galaxienkerne als Energiequellen für die beobachtete Unterdrückung dieses Vorgangs.
2008 bis 2010 war er Präsident der Royal Astronomical Society. 1994 bis 2008 war er Chefherausgeber der Monthly Notices of the Royal Astronomical Society.

## Auszeichnungen
- 1996: Fellow der Royal Society[1]
- 2001: Bruno-Rossi-Preis
- 2008: Dannie-Heineman-Preis für Astrophysik
- 2011: Petrie Prize Lecture
- 2012: Goldmedaille der Royal Astronomical Society
- 2016: Mitglied der National Academy of Sciences
- 2016: Mitglied der Academia Europaea[2]
- 2016: Bruce Medal
- 2016: Namensgeber für den Asteroiden (25157) Fabian
- 2020: Kavli-Preis für Astrophysik